# Дримоним

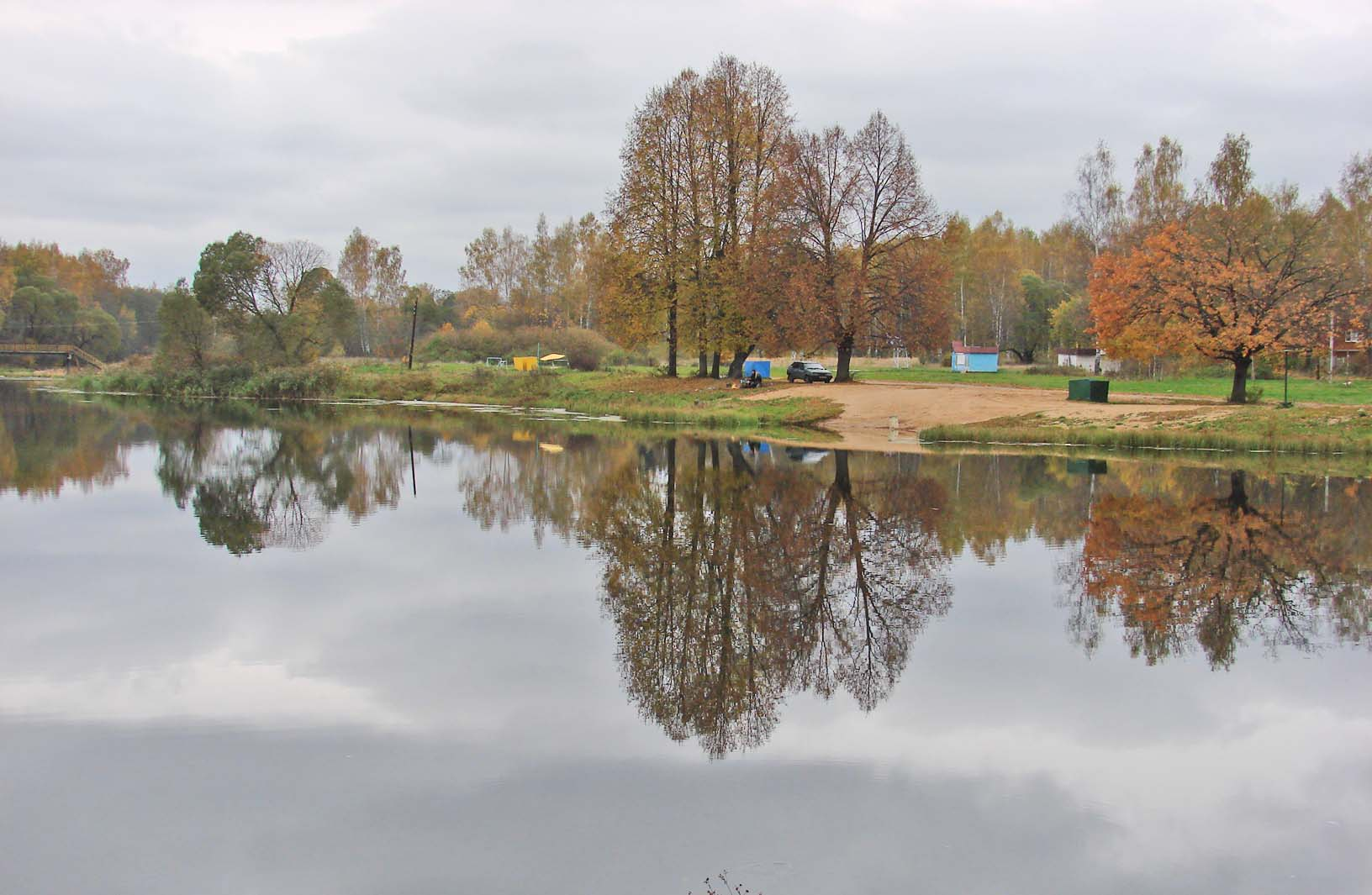
Красный бор под Смоленском

Дримо́ним (от др.-греч. , δρυμος — «дубовая роща, лес» + др.-греч. ὄνομα — «имя, название») — вид топонима, представляющий собой собственное имя лесного участка (леса, бора, рощи и т. д.). Термин встречается в германоязычной литературе с XVII века, в русскоязычной топонимической литературе используется редко.

## Примеры дримонимов
- Красный Бор
- Теллермановский лес
- Шипов лес